# Sorrus
Sorrus é uma comuna francesa na região administrativa de Altos da França, no departamento de Pas-de-Calais. Estende-se por uma área de 6,79 km². Em 2010 a comuna tinha 875 habitantes (densidade: 128,9 hab./km²).